# UFC 80
UFC 80: Rapid Fire fue un evento de artes marciales mixtas producido por Ultimate Fighting Championship el 19 de enero de 2008 desde el Metro Radio Arena, Newcastle, Reino Unido.

## Historia
La pelea principal fue originalmente programada como un combate por el campeonato interino de peso ligero. Sin embargo, el entonces campeón de la categoría Sean Sherk fue despojado de su título después de que la Comisión Atlética de California confirmara su suspensión por dar positivo de nandrolona, un andrógeno anabólico. Con el campeonato ligero vacante, la pelea entre Penn y Stevenson fue cambiada a una por el cinturón indiscutido.

## Resultados

### Tarjeta preliminar
- Peso ligero: Sam Stout vs. Per Eklund

Stout derrotó a Eklund vía decisión unánime (29–27, 30–27, 30–27).
- Peso semipesado: Alessio Sakara vs. James Lee

Sakara derrotó a Lee vía TKO (golpes) en el 1:30 de la 1.ª ronda.
- Peso wélter: Paul Taylor vs. Paul Kelly

Kelly derrotó a Taylor vía decisión unánime (30–27, 30–27, 30–27).
- Peso pesado: Colin Robinson vs. Antoni Hardonk

Hardonk derrotó a Robinson vía TKO (patadas a las piernas) en el 0:17 de la 1.ª ronda.

### Tarjeta principal
- Peso medio: Kendall Grove vs. Jorge Rivera

Rivera derrotó a Grove vía TKO (golpes) en el 1:20 de la 1.ª ronda.
- Peso semipesado: Jason Lambert vs. Wilson Gouveia

Gouveia derrotó a Lambert vía KO (golpe) en el 0:37 de la 2.ª ronda.
- Peso wélter: Marcus Davis vs. Jess Liaudin

Davis derrotó a Liaudin vía KO (golpe) en el 1:04 de la 1.ª ronda.
- Peso pesado: Gabriel Gonzaga vs. Fabricio Werdum

Werdum derrotó a Gonzaga vía TKO (golpes) en el 4:34 de la 2.ª ronda.
- Campeonato Ligero: B.J. Penn vs. Joe Stevenson

Penn derrotó a Stevenson vía sumisión (rear naked choke) en el 4:02 de la 2.ª ronda para convertirse en el nuevo campeón del peso ligero.

## Premios extra
Al final de este evento, US$35,000 dólares fueron otorgados a cada uno de los combatientes que recibieron uno de estos tres premios.
- Pelea de la Noche: Paul Taylor vs. Paul Kelly
- KO de la Noche: Wilson Gouveia
- Sumisión de la Noche: B.J. Penn